# Campeonato navarro del Cuatro y Medio 2013
La XV edición del Campeonato navarro del Cuatro y Medio, competición de pelota vasca en la variante de pelota mano profesional de primera categoría, se disputó en el año 2013. Fue organizada conjuntamente por Asegarce y ASPE, las dos principales empresas dentro del ámbito profesional de la pelota mano. Por parte de Asegarce participaron los pelotaris Aimar Olaizola, Oinatz Bengoetxea, Mikel Idoate e Iker Arretxe y, por parte de Aspe Juan Martínez de Irujo, Julen Retegi, Abel Barriola, Jon Jaunarena y Joseba Ezkurdia.

## 1ª Ronda
| Fecha    | Frontón y localidad | Rojo      | Azul     | Tanteo |
| -------- | ------------------- | --------- | -------- | ------ |
| 09/06/13 | Astelena, Éibar     | Jaunarena | Ezkurdia | 22-07  |

## Octavos de final
| Fecha    | Frontón y localidad | Rojo              | Azul         | Tanteo |
| -------- | ------------------- | ----------------- | ------------ | ------ |
| 29/06/13 | ..., Sopelana       | Barriola          | Mikel Idoate | 22-05  |
| 29/06/13 | ..., Sopelana       | Martínez de Irujo | Retegi Bi    | 22-07  |

## Cuartos de final
| Fecha    | Frontón y localidad | Rojo              | Azul         | Tanteo |
| -------- | ------------------- | ----------------- | ------------ | ------ |
| 29/06/13 | ..., Sopelana       | Barriola          | Mikel Idoate | 22-05  |
| 29/06/13 | ..., Sopelana       | Martínez de Irujo | Retegi Bi    | 22-07  |

## Semifinales
| Fecha    | Frontón y localidad  | Rojo        | Azul              | Tanteo |
| -------- | -------------------- | ----------- | ----------------- | ------ |
| 30/06/13 | Labrit, Pamplona     | Olaizola II | Bengoetxea VI     | 18-22  |
| 01/07/13 | Aritzbatalde, Zarauz | Barriola    | Martínez de Irujo | 05-22  |

## Final
| Fecha    | Frontón y localidad | Rojo              | Azul        | Tanteo |
| -------- | ------------------- | ----------------- | ----------- | ------ |
| 07/07/13 | Labrit, Pamplona    | Martínez de Irujo | Olaizola II | 22-19  |

- Datos: Q17623910